# Rejon moszkowski
Rejon moszkowski (ros Мошковский район) – rejon będący jednostką podziału administracyjnego rosyjskiego obwodu nowosybirskiego.

## Historia
Historia dzisiejszego rejonu moszkowskiego rozpoczyna się w roku 1703, gdy dla obrony wschodnich rubieży państwa rosyjskiego powstaje w tym miejscu fort oraz miejsce zesłań. Od 1706 roku zaczyna się natomiast osadnictwo ludności rosyjskiej i zaczynają powstawać pierwsze wsie i osady w tym regionie. Napływ ludności jest jednak bardzo powolny, osiedla ludzkie nie rozwijają się zbyt dynamicznie, a miejscowa ludność zajmuje się głównie rolnictwem, hodowlą oraz handlem. Przełomowym momentem, który da impuls do rozwoju dla tych terenów będzie powstanie Kolei Transsyberyjskiej, której trasa zostanie tu zlokalizowana. Tereny te podlegały pod gubernię tomską i były zbyt słabo zaludnione by mogła tu zostać utworzona własna wołost. Główną wsią była Aleksiejewka, jedna z teorii głosi że nazwa została nadana na cześć cesarzewicza Aleksego Nikołajewicza. Napływ ludności nasila się za czasów reform premiera Piotra Stołypina, co sprawia, że w 1916 roku może tu zostać utworzona wołost aleksiejewska. Ludność zajmuje się głównie uprawą zbóż, ale także ziemniaków, rozwija się także rękodzieło i drobne zakłady wytwórcze.
W okresie rosyjskiej wojny domowej tereny te zajmują wojska podległe admirałowi Aleksandrowi Kołczakowi, a następnie przechodzą w ręce bolszewików. W 1925 roku następuje reforma administracyjna i utworzony zostaje tu rejon aleksiejewski. Zajmował on powierzchnię jedynie 1044 kilometrów kwadratowych i był najmniejszym podlegającym pod władze w Nowosybirsku, a według danych z 1926 roku na terenie tym żyło 29 355 ludzi. Większą część populacji stanowili Rosjanie, ale istniały także skupiska Ukraińców, Białorusinów, Mordwinów oraz Estończyków. W centrum rejonu znajdował się szpital, urząd pocztowy, targ oraz publiczna czytelnia. W 1929 roku powierzchnia rejonu zostaje zwiększona do 3890 kilometrów kwadratowych, a liczba ludności w rok później wyniosła 77 146 mieszkańców. 7 czerwca 1933 decyzją władz sowieckich jednostka została przemianowana na rejon moszkowski, następnie w 1935 i 1956 roku zmieniano jeszcze jego granice. Od 1937 roku w granicach obwodu nowosybirkiego. Polityka Józefa Stalina wprowadziła na tym obszarze forsowną kolektywizację. 1 lutego 1963 roku w wyniku kolejnej reformy administracyjnej rejon zostaje zlikwidowany, a jego ziemie wcielone m.in. w skład rejonu bołotnińskiego. Na mapę rejon moszkowski powraca 31 marca 1972 roku w granicach jakie przetrwały rozpad Związku Radzieckiego i zachowane zostały w Federacji Rosyjskiej.

## Charakterystyka
Rejon moszkowski położony jest w północno-wschodniej części obwodu nowosybirskiego. Znajduje się on niedaleko obwodowej stolicy, miasta Nowosybirsk, co bardzo korzystnie wpływa na jego rozwój. Przez jego teren przebiega także droga magistralna M53 "Bajkał" oraz linie kolejowe, co sprawia, że rejon jest dobrze ulokowany pod względem transportowym i tym samym jest on atrakcyjnym punktem do lokowania nowych inwestycji. Rejon moszkowski bogaty jest w sieć rzeczną, z których najważniejszą jest rzeka Ob, ważną rolę pełnią też zasoby surowców mineralnych, m.in. torfu i gliny. W rolnictwie dominują głównie prywatni rolnicy, którzy posiadają ponad 70% gospodarstw rolnych. Pod rolnictwo wykorzystywane jest ogółem 26 400 hektarów, a w 2011 roku wyprodukowało ono towarów o łącznej wartości 1,552 miliardów rubli. Uprawia się tu głównie zboża, ale rośnie też produkcja ziemniaków oraz warzyw. W rolnictwie zatrudnionych jest ok. 35% wszystkich pracujących. W moszkowskiej gospodarce dominuje głównie przemysł, działają tu 33 zakłady przemysłowe, z tego 2 duże, związane głównie z produkcją maszyn oraz przemysłem drzewnym. Ważną gałąź przemysłu stanowi też wytwarzanie i dystrybucja energii elektrycznej, produkcja materiałów budowlanych oraz wyrobów drzewnych. Na terenie rejonu zarejestrowanych jest około 300 placówek handlowych.
Rejon podzielony jest na dwa osiedla typu miejskiego oraz dziewięć osiedli typu wiejskiego. Łączna długość dróg na jego terenie wynosi 264,1 kilometrów, z czego wszystkie one są drogami o utwardzonej nawierzchni. Na obszarze znajdującym się pod jurysdykcją władz rejonu moszkowskiego funkcjonuje 38 placówek edukacyjnych różnego szczebla, 37 klubów kulturalnych oraz 28 bibliotek różnego typu. Znajduje się tu także 19 oddziałów przedszkolnych różnego typu oraz muzeum rejonowe. Opiekę zdrowotną zapewnia sześć szpitali różnego typu oraz jedna specjalistyczna klinika. Statystyki federalne wskazują, że w 2010 roku na obszarze rejonu moszkowskiego mieszkało 39 407 ludzi. W 1998 roku liczba ta wyniosła 41 500 mieszkańców. W latach 2006–2009 z terenów rejonu ubyło 856 ludzi. 93% populacji stanowią Rosjanie, reszta mieszkańców to m.in. Niemcy, Ukraińcy i Białorusini. W 2011 roku średnia miesięczna pensja na terenie rejonu moszkowskiego wyniosła 15 691 rubli.